# Machaira

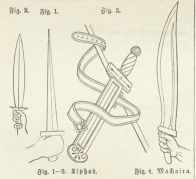
Armes antiques: fig. 1-3: Xiphos, fig. 4: Machaira.

La machaira  ou makhaira  (en grec  μάχαιρα, mákhaira, pluriel mákhairai) est un terme de grec ancien utilisé pour désigner n'importe quelle arme blanche, couteau ou épée. On appelle machaira le type d'épée grecque de courbure inférieure au kopis et similaire à la falcata ibère, avec une poignée sans garde-main et un pommeau qui est une variante droite de sa prédécesseur.  

## Étymologie
En grec ancien ‘μάχαιρα’ (transcrit mácchaaira, máchaira, machaira o makhaira) signifie «couteau de guerre, sabre court, dague», qui vient probablement du mot μάχη (mákè), «lutte, combat, bataille». Le terme passe au latin comme machaera, «épée» (qui donne également machette, en français), puisqu'en latin le phonème ‘χ’ n'a pas d'équivalent phonétique. En grec moderne le diminutif μαχαίρι (matchéri) signifie «couteau».

## Origines
Ce type d'épée n'était pas exclusif de la Grèce, mais était une arme commune à de nombreux peuples de l'Est de l'Europe, du Moyen-Orient et de la Perse qui en utilisaient des variantes régionales. Son dessin courbe est probablement à l'origine des   Yatagans de l'empire Ottoman.
C'était une arme d'infanterie grecque, moins employée que les Xiphos (spatha dans la version étrusque et romaine) de la cavalerie Hellène.

## Apparence
Cette arme antique est une sorte de sabre recourbé. Elle dispose d'un seul tranchant, placé à l'intérieur de la courbure, et a une pointe très marquée. Par son aspect, elle se rapproche beaucoup de la falcata celtibère. Elle est également apparentée à la falx utilisée par les Thraces.

## Utilisation

### Au combat
Du fait de sa pointe marquée, la machaira permet d'effectuer des coups d'estoc très efficaces. La forme de sa lame permet aussi de puissants coups de taille. Xénophon la recommande, de préférence au xiphos, comme arme pour les cavaliers.

### Utilisateurs
Elle était utilisée par la cavalerie macédonienne. L’armée romaine, la trouvant plus efficace que son sabre droit utilisé lors des guerres puniques, aurait forgé ses nouveaux glaives d’après sa forme, même si ce point est contesté par certains chercheurs[réf. nécessaire].